# 공빈 김씨
공빈 김씨(恭嬪 金氏, 1553년 11월 26일(음력 10월 11일) ~ 1577년 6월 23일(음력 5월 27일))는 조선의 선조의 후궁이자 추존 왕후이며 임해군과 광해군 형제의 어머니이다. 광해군이 왕으로 즉위하면서 왕후로 추존되어 자숙단인공성왕후(慈淑端仁恭聖王后)의 시호와 성릉(成陵)의 능호가 올려졌고, 1616년 8월 4일 존호로 경렬 명순(敬烈明順)이 추상되었으나 광해군 폐위 후 시호 및 능호는 모두 삭탈되었다. 존호는 경렬명헌(敬烈明獻)이다. 본관은 김해이다.

## 생애

### 생애 초반
1553년 11월 26일 (음력 10월 11일)에 강원도 원주에서 사포(司圃) 해령부원군(海寧府院君) 김희철(金希哲)의 딸로 태어났다. 할아버지는 사섬시 첨정 김종수(金從壽)이고 증조부는 통례원 상례, 승문원 참교를 지낸 김세균이다. 안경공 김영정의 4대손이다.
종2품 숙의(淑儀)로 있을 때에 선조의 장남인 임해군을 낳아 종1품 귀인(貴人)에 봉해졌고, 차남인 광해군을 낳자 마침내 정1품 빈(嬪)에 책봉되었다. 김희철은 후일 1592년, 임진왜란 때 의병장으로 활동하다가 전사하였다. 이 때문에 광해군 형제의 주변에 힘이 되어줄 만한 인물들이 없어 세자의 지위가 위태로웠다.

### 총애와 사후
그녀는 선조의 사랑을 독차지하였고, 그 때문에 다른 후궁들은 선조에게 외면당하기 일쑤였다. 그녀는 자신의 목숨이 위독해지자 누군가 자신을 저주하고 있다며 이를 선조가 조사하지 않아 자신이 죽게 되는 것이라는 말을 선조에게 아뢰었는데, 이 말을 듣고 난 후 선조는 다른 후궁들에게 더욱 모질게 대하였다. 그런 왕을 소용 김씨(昭容 金氏)가 극진히 모셔 선조의 총애를 받게 되었다. 하지만 소용 김씨는 왕에게 공빈의 허물을 자주 들춰내었고, 이 때문에 선조는 공빈을 애도하는 마음이 점점 작아지게 되었다. 훗날 인빈에 대한 선조의 총애는 이전에 공빈에 대한 것보다 훨씬 컸다고 기록되어 있다.
그녀는 1572년(선조 5년)에 선조의 서장자인 임해군을 낳았으며, 서차자 광해군을 낳은 지 2년 만인 1577년(선조 10년) 6월 13일(음력 5월 27일)에 산후병으로 죽었다. 임해군은 선조의 첫 아들이었으나 성정이 난폭하고 방탕하여 세자에 오르지 못하고 둘째 아들인 광해군이 세자가 되었다.
공빈 김씨의 졸기

공빈 김씨가 졸하였다.
공빈은 사포(司圃) 김희철(金希哲)의 따님으로 임해(臨海)와 광해(光海) 두 왕자를 낳았는데,
이 때 산후병으로 졸하였다.
김씨는 평소 상(선조)의 총애를 입어 후궁들이 감히 사랑에 끼어들지 못하였다.
병이 위독해지자 상에게 하소연하기를,
‘궁중에 나를 원수로 여기는 자가 있어 나의 신발을 가져다가 내가 병들기를 저주하였는데도
'상이 조사하여 밝히지 않았습니다.
'오늘의 죽음은 상께서 그렇게 만든 것이니, 죽어도 감히 원망하거나 미워하지 않겠습니다.’
하였는데, 상이 매우 슬퍼하며 궁인을 만날 적에 사납게 구는 일이 많았다.
소용(昭容) 김씨(金氏)가 【뒤에 인빈(仁嬪)이 되었다.】 곡진히 보호하면서 공빈의 묵은 잘못을 들춰내자,
상(선조)이 더 이상 불쌍히 생각하지 않고 ‘공빈이 나를 저버린 것이 많다.’고 하였다.
이로부터 김소용이 특별한 은총을 입어 임금의 사랑을 독차지하니 이는 전에 비할 바가 아니었다.
【애초 궁중에는 조종조로부터 금성(金姓)은 목성(木姓)에 해롭다는 말이 있었기 때문에
 여자를 선택할 때 언제나 제외했었는데, 상이 임금이 되어 3빈(嬪)이 모두 김씨였고,
 인목왕후(仁穆王后)가 중전(中壼)의 자리를 잇게 되자 식자들은 불길하지 않을까 의심하였다.】
 — 《선조수정실록》 11권,
선조 10년(1577년 명 만력(萬曆) 5년) 5월 1일(무자)

### 추숭과 격하

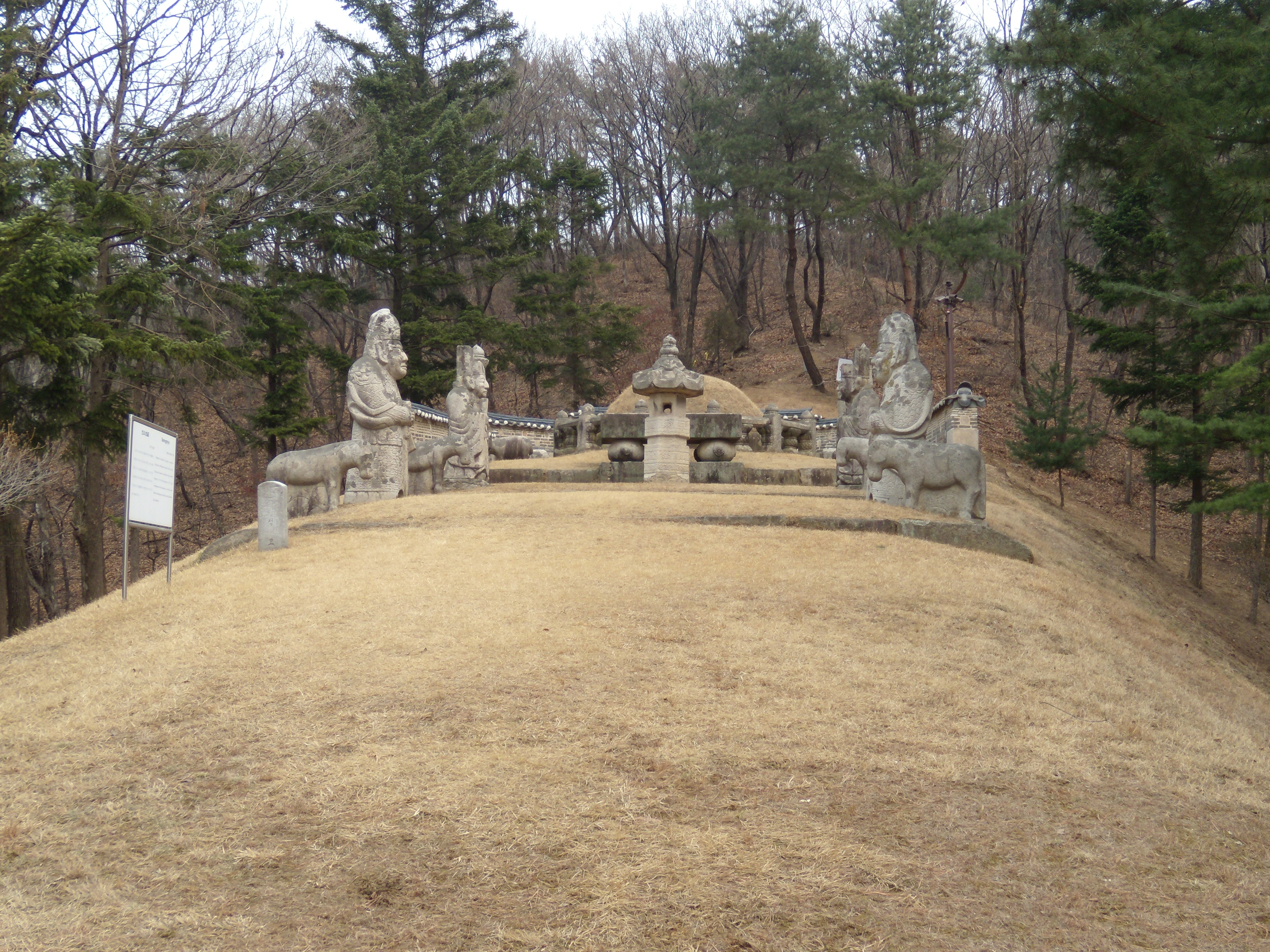
공빈 김씨의 무덤인 성묘

이후 공빈 김씨의 아들인 광해군이 왕위에 올라, 그녀를 자숙단인공성왕후(慈淑端仁恭聖王后)로 추존하고 사당의 이름은 봉자(奉慈)라 하였으며, 능호는 성릉(成陵)이라 하였다.
1613년에는 광해군은 책봉 주청사(策封奏請使) 박홍구(朴弘耉), 이지완(李志完)을 파견하였다. 1615년(광해군 7년) 경렬(敬烈), 1616년(광해군 8년) 명헌(明獻)이라는 존호가 각각 내렸고, 1617년 광해군은 다시 책봉 주청사 김존경 등을 보내 명나라로부터 책봉고명을 받아오기도 했다. 이로써 경렬명헌자숙단인공성왕후(敬烈明獻慈淑端仁恭聖王后)가 되었다.
1623년(광해군 15년) 3월 광해군이 폐위되면서 그녀의 위치도 빈으로 돌아갔고 그녀의 왕후로서의 시호와 능호도 모두 추탈되고 격하되었다. 다만 추숭 당시에 만들었던 석물들은 그대로 보존하였기 때문에 여느 왕릉과 같은 모습을 보이고 있다.
현재 그녀의 묘인 성묘는 경기도 남양주시 진건읍 송릉리에 있으며, 1991년 10월 25일 사적 제365호로 지정되었다. 그의 묘소 아래에는 원래 있던 조맹(趙孟)의 묘가 있다.

## 가족 관계
| 조선의 후궁 | 공빈 김씨 恭嬪 金氏 공성왕후 恭聖王后 | 출생                                   | 사망                                               |
| 조선의 후궁 | 공빈 김씨 恭嬪 金氏 공성왕후 恭聖王后 | 1553년 11월 26일 (음력 10월 11일) 조선 | 1577년 6월 23일 (음력 5월 27일) (23세) 조선 한성부 |

|    |                                     | 본관 | 생몰년          | 부모                          | 비고                                                                      |
| -- | ----------------------------------- | ---- | --------------- | ----------------------------- | ------------------------------------------------------------------------- |
| 부 | 해령부원군 김희철 海寧府院君 金希哲 | 김해 | 1519년 - 1592년 | 김종수 金從壽 정복이 鄭福伊   | - 임진왜란때 전사 - 1610년(광해군 2년) 부원군으로 추증 - 인조반정 후 삭탈 |
| 모 | 안동 권씨 安東 權氏                 | 안동 | 미상            | 권장 權璋 김해 허씨 金海 許氏 |                                                                           |

| 조선 제14대 국왕 | 선조 宣祖 | 출생                                                       | 사망                                                              |
| 조선 제14대 국왕 | 선조 宣祖 | 1552년 12월 6일 (음력 11월 11일) 조선 한성부 인달방 도정궁 | 1608년 3월 6일 (음력 2월 1일) (55세) 조선 한성부 정릉동 행궁 정침 |

| 작호 | 작호          | 이름  | 생몰년          | 배우자                     | 비고                          |
| ---- | ------------- | ----- | --------------- | -------------------------- | ----------------------------- |
| 장남 | 임해군 臨海君 | 진 珒 | 1572년 - 1609년 | 군부인 양천 허씨 陽川 許氏 | 광해군 1년(1609년) 사사됨     |
| 차남 | 광해군 光海君 | 혼 琿 | 1575년 - 1641년 | 폐비 유씨 廢妃 柳氏        | 제15대 국왕 인조반정으로 폐위 |

## 공빈 김씨가 등장하는 작품
- 《허준》(MBC, 1999년~2000년, 배우:박주미)
- 《구암 허준》(MBC, 2013년, 배우:장지은)
- 《불의 여신 정이》(MBC, 2013년, 배우:유신애)

## 같이 보기
- 의인왕후
- 인빈 김씨
- 임해군
- 광해군